# Aravuse
Aravuse (tyska: Arrawus) är en by (estniska: küla) i Vinni kommun i landskapet Lääne-Virumaa i nordöstra Estland. Byn ligger vid ån Kunda jõgi och vid sjön Aravuse järv.
I kyrkligt hänseende hör byn till Viru-Jaakobi församling inom den Estniska evangelisk-lutherska kyrkan.